# Parlamentare

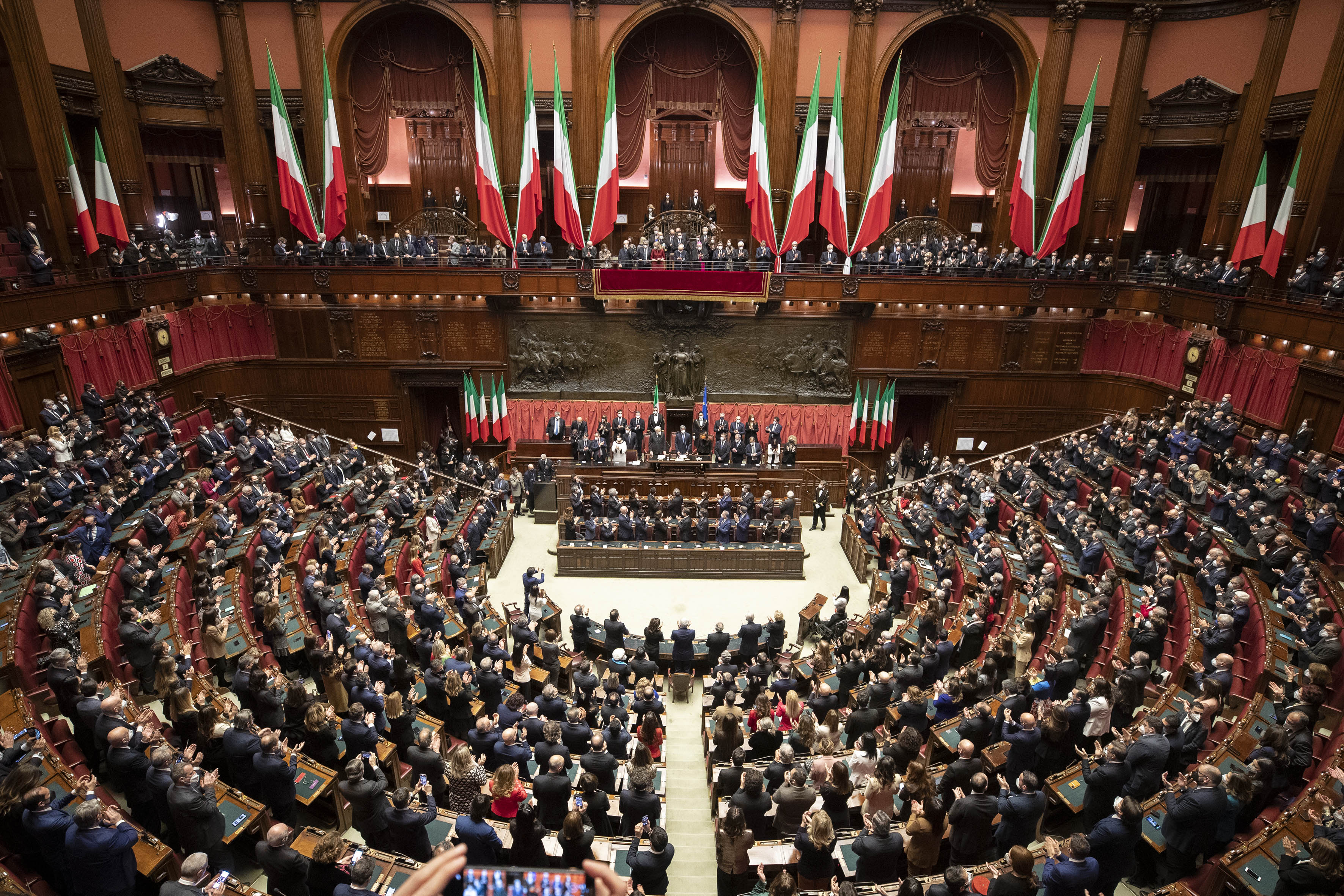
Il Parlamento italiano in seduta comune per il giuramento del presidente Sergio Mattarella.

Il parlamentare è un soggetto membro di un parlamento o di un congresso. In un sistema bicamerale, i parlamentari si dividono generalmente in deputati e senatori (con diverse denominazioni a seconda della storia nazionale).

## Funzioni
Tramite le sue funzioni, esercita il potere legislativo. Si tratta di funzioni coperte da apposite prerogative che la Costituzione attribuisce loro: dinanzi a "violazioni gravi e manifeste" di tali prerogative, la Corte costituzionale italiana non ha escluso che, come già avviene in Germania e Francia, i singoli parlamentari possano ricorrere ad essa, in quanto sarebbero legittimati a sollevare conflitto di attribuzioni.

## Omonimia
Per estensione, si usa il termine anche per indicare quell'ambasciatore che nel corso di un conflitto è inviato presso l'avversario per concludere accordi o trattative di pace.